# Kammerspielfilm
Kammerspielfilm (alemany: cinema de cambra) és un gènere cinematogràfic en el context del cinema mut alemany de la República de Weimar que visqué el seu moment àlgid entre 1921 i 1925. Aquest estil es defineix pels seus retrats íntims i realistes de la vida de la classe mitjana baixa, molt influït per formes del teatre i la literatura psicologista i naturalista, i sovint és aparellat amb l'expressionisme com a gènere oposat. Es van realitzar molt pocs llargmetratges seguint aquests principis, si bé es consideren gairebé tots clàssics.

## Característiques
El seu nom prové del director Max Reinhardt, qui seguí el concepte del teatre de cambra (Kammerspiel en alemany) per sentar les bases d'aquesta tendència del cinema. En els seus orígens teatrals és una adaptació d'idees provinents dels escandinaus Henrik Ibsen i August Strindberg, amb la representació de seqüències de la vida interior dels personatges, els seus sentiments i passions. Siegfried Kracauer per aquest motiu fa servir el terme Triebfilm (o "cinema d'impulsos o pulsions") pel contingut macabre de moltes d'aquestes produccions. Algunes d'aquestes pel·lícules retraten la petita burgesia, on els protagonistes sovint apareixen sense nom propi per tal de servir de figures universals, a més de moviments i expressions continguts. El contrari d'aquest model seria el pathos i l'estilització de gestualitat i mímica propis de l'expressionisme. Els plànols preferits del gènere eren de prop. A més, a diferència de l'expressionisme, poques vegades es feien servir intertítols per narrar la història, i en el cas de Sylvester de Lupu Pick (1923) no apareixen en absolut.
En el seu lloc es fan servir elements simbòlics i es posa l'accent sobre situacions psicològiques. Els elements del món material són representats de forma realista però esdevenen simbòlics de situacions psicològiques. Un exemple pot ser la porta giratòria de l'hotel a El darrer home de Murnau (1924) com a símbol de la destrucció de les seguretats vitals del porter.
Scherben de Lupu Pick és considerat l'inici del moviment. El guió fou signat, com la majoria del gènere, per l'escriptor Carl Mayer. Els seus guions són sempre extraordinàriament detallats pel que fa a la configuració de l'escenari i la situació d'elements físics, moviments de càmera o il·luminació. En pel·lícules com Scherben o Hintertreppe (1921) la càmera esdevé cronista en moviment de la sensibilitat dels protagonistes, culminant en la llibertat de la càmera de Karl Freund a El darrer home de Murnau.

## Realitzadors principals
Entre les seves figures més importants es troben:
- F. W. Murnau
- Carl Mayer
- Georg Wilhelm Pabst
- Lupu Pick

## Literatura secundària
- Siegfried Kracauer: Von Caligari zu Hitler - Eine psychologische Geschichte des deutschen Films. suhrkamp taschenbuch wissenschaft 479, Frankfurt/Main 1974 ISBN 3-518-28079-1
- Lotte Eisner: Die dämonische Leinwand. Fischer Taschenbuch-Verlag, Frankfurt/Main 1990 ISBN 3596236606